# Gates (Tennessee)
Pour les articles homonymes, voir Gates.
Gates est une municipalité américaine située dans le comté de Lauderdale au Tennessee.
Selon le recensement de 2010, Gates compte 647 habitants. La municipalité s'étend sur 0,70 mille carré (1,81 km2).
Fondée en 1850, la localité est nommée en l'honneur de Horatio Gates. Elle devient une municipalité en 1886.